# 吳相式
吳相式（韓語：오상식，1951年10月9日—），韓國外交官，慶尚北道義城郡出生，歷任駐台北代表部代表、駐加彭大使及駐法國大使館公使等職。
吳氏於1974年畢業自漢城大學（現首爾大學）外交系，1976年通過第10屆外務考試進入外務部工作。1997年8月－1998年3月間擔任外務部亞歐會議準備企劃團總務部長，同年外務部改稱外交通商部後，擔任通商支援局通商法律專家組組長，至1999年1月止，轉任外交安保研究院歐非兩洲研究部研究官。擔任韓國駐法國公使之後，於2000年7月－2003年6月間出任韓國駐加彭大使:p516，2006年2月－2008年9月間擔任韓國駐台代表:p523。